# الأكاديمية البحرية بمنزل بورقيبة
الأكاديمية البحرية بمنزل بورقيبة، هي مؤسسة تونسية للتعليم العالي البحري ومقرها في منزل بورقيبة. وتتمثل مهمتها في تدريب ضباط للقوات البحرية والبحرية التجارية، وتنظيم دورات الماجستير المهنية في مجال الهندسة البحرية والشؤون البحرية، والمساهمة في البحث العلمي والتقني في المجال البحري.

## تدريب

### قسم القوات البحرية
يمتد التدريب الأولي لضباط البحرية ثلاث سنوات بعد المرحلة الإعدادية، وتشمل اختصاصين:
- الجسور وأنظمة البحرية
- الطاقة والتقنيات البحرية

### قسم البحرية التجارية
التدريب في قسم البحرية التجارية يدوم ثلاث سنوات ونصف، وتشمل اختصاصين:
- البحرية(ضابط سطح)
- الطاقة والآلات